# Rhuda dissona
Rhuda dissona är en fjärilsart som beskrevs av William Schaus 1906. Rhuda dissona ingår i släktet Rhuda och familjen tandspinnare. Inga underarter finns listade.